# Теорема Гельмана — Фейнмана
Теорема Гельмана — Фейнмана пов'язує похідну від повної енергії системи по параметру з очікуваним значенням похідної від гамільтоніана по тому ж параметру. Згідно з теоремою, як тільки просторовий розподіл електронів було визначено шляхом розвязання рівняння Шредінгера, всі сили в системі можуть бути розраховані з використанням законів класичної електростатики.
Теорема була доведена незалежно один від одного багатьма авторами, в тому числі Полом Гюттінгером (1932),  Вольфгангом Паулі (1933),  Хансом Хеллманом (1937) і Річардом Фейнманом (1939).
Теорема стверджує, що
Де
Оператор Гамільтонівана, що залежить від неперервного параметра
Хвильова (власна) функція Гамільтоніана, що залежить від
Енергія (власна) хвильової функції
Означає інтегрування по об'єму хвильової функції
Доведення
Це доведення теореми Гельмана-Фейнмана вимагає, щоб хвильова функція була власною функцією розглядуваного гамільтоніана; проте, можна також довести, в більш загальному випадку, що теорема є справедливою і для не власних хвильових функцій, які є стаціонарними (частина похідна дорівнює нулю) для всіх відповідних змінних (таких як орбітальне обертання). Хвильова функція Хартрі-Фока є важливим прикладом наближеної  власної функції, яка задовільняє теорему Гельмана-Фейнмана. Цікавим прикладом де неможливо застосувати теорему Гельмана-Фейнмана є теорія збурення Мелера-Плессі скінченого порядку, яка не є варіаційною.
Доказ також використовує тотожність нормованих хвильових функцій - що похідні перекриття хвильової функції з самими собою мають дорівнювати нулю. З використання бре і кат векторів Дірака ці умови записуються наступним чином:
Потвм доведення апелює до застосування правила похідної добутку очікуваного значення Гамільтоніана, як функції
Для розгляду доведення детальніше, дивись.
Альтернативне доведення
Теорема Гельмана-Фейнмана насправді є прямим, і деякою мірою тривіальним, наслідком варіаційного принципу (варіаційного принципу Релея-Рітца), з якого можна отримати рівняння Шредінгера. Саме тому теорема Гельмана-Фейнмана виконується  для хвильових функцій (наприклад, хвильової функції Хартрі-Фока), хоча власних функцій Гамільтоніана  з варіаційного принципу отримати неможливо. Це також пояснює, чому теорема працює, наприклад, в теорії функціонала щільності, яке не опирається на хвильову функцію і до якої не застосовується загальне виведення.
Згідно з варіаційним принципом Релея-Рітца, власні функції рівняння Шредінгера є стаціонарними точками функціоналу (який ми задля стислості називатимемо   функціоналом Шредінгера):
Власними значення є значення, які функціонал Шредінгера приймає в стаціонарних точках:
Де задовольняє варіаційну умову
Продиференціюємо рівняння 3 використовують ланцюжкове правило
Завдяки варіаційній умові, рівняння. (4), другий доданок в рівнянні. (5) перетворюється в нуль.
Коротко теорема Гельмана-Фейнмана стверджує, що похідну від стаціонарних значень функції (ал) за певним параметром, від якого вона залежить, можна обчислити використовують лише пряму залежність, не звертаючи уваги на непряму. Тривіальним висновком з є той факт, що функціонал Шрьодінгера явно залежить лише від зовнішнього параметра гамільтоніана.
Використання і приклади
Молекулярні сили
Найбільш поширеним застосування теореми Гельмана-Фейнмана є розрахунок внутрішньо молекулярних сил в молекулах. Цей метод дозволяє розраховувати рівноважну геометрію молекул - координати ядер, де сили, що діють на ядра, за рахунок електронів і інших ядер, передворюються в нуль. Λ параметр відповідає координатам ядер. Для молекули з 1 ≤ ≤ N електронів з координатами {г}, і 1 ≤ альфа ядра ≤ M, кожна з яких розташована в заданій точці {ra = {Ха, уа, Zα)} і з ядерним зарядом Zα, загальний гамільтоніан системи матиме вигляд
Сила, що діє на Х-компоненту даного ядра дорівнює взятій з протилежним знаком похідній від повної енергії по цій координаті. Використовуючи теорему Гельмана-Фейнмана отримаємо
Тільки два члена гамільтоніана  мають стосунок до потрібної похідної , а саме – члени з електрон-ядерною та ядерно-електронною взаємодією. Диференціюючи гамільтоніан отримуємо
Підставивши це до теореми Гельмана-Фейнмана ми отримаємо силу, що діє на х-компоненту даного ядра в термінах електронної щільності (ρ (г)), а також і атомні координати і ядерні заряди:
Очікувані величини (Атом гідрогену)
Альтернативним підходом для застосування теореми Гельмана-Фейнмана є використання фіксованого або дискретного параметра, який з'являється в гамільтоніані , як неперервну  зміну, виключно з метою отримання математичної похідної. Можливими параметрами можуть бути фізичні константи або дискретні квантові числа. Наприклад, радіальне рівняння Шредінгера для воднеподібних атомів
Яке залежить від дискретного кутового квантового числа. Розглянувши його як неперервний параметр, можна отримати похідну від гамільтоніана за цим параметром.
Тоді за допомогою теореми Хеллмана-Фейнмона можна отримати очікуване значення для величини
Сили Ван-дер-Ваальса
В кінці своєї статті Фейнмана, він стверджує, що "сили Ван-дер-Ваальса також можна інтерпретувати як результат розподілу зарядів з високою концентрацією між ядрами. Теорія збурень Шредінгера для двох взаємодіючих атомів розділеними відстанню R, великою в порівнянні з радіусами атомів, приводить до того, що розподіл заряду кожного атома відхиляється від центральної симетрії,  так як кожен атом створює дипольний момент порядку близько 1 / . Негативний розподіл заряду кожного атома має свій центр ваги, який трохи переміщається до іншого. До виникнення сил Ван-дер Ваальса призводить не взаємодія цих диполів, а притягання кожного ядра до деформацій розподілу заряду власних електронів, що і результує у створені сили притягання порядку.
Теорема Хеллмана-Фейнмана для нестаціонарних власних функцій
В загальному, для  залежних від часу хвильових функцій, що задовольняють нестаціонарне рівняння Шредінгера, теорема Гельмана-Фейнмана не є дійсною. Але виконується наступна рівність:
Для
Доведення
Доведення цього твердження спирається тільки на рівнянні Шредінгера і припущення, що частинні похідні по А і Т можна міняти місцями.